# I liga 1957-1958 (pallacanestro maschile)
La I liga 1957-1958 è stata la 24ª edizione del massimo campionato polacco di pallacanestro maschile. La vittoria finale è stata ad appannaggio del Lech Poznań.

## Risultati

### Stagione regolare
|     | Squadra           | G  | V  | P  | PF   | PS   | Pt. | Qualificazione        |
| --- | ----------------- | -- | -- | -- | ---- | ---- | --- | --------------------- |
| 1.  | Lech Poznań       | 22 | 19 | 3  | 1584 | 1188 | 41  |                       |
| 2.  | Legia Varsavia    | 22 | 17 | 5  | 1555 | 1315 | 39  |                       |
| 3.  | Wisła Cracovia    | 22 | 17 | 5  | 1429 | 1266 | 39  |                       |
| 4.  | AZS Varsavia      | 22 | 14 | 8  | 1524 | 1366 | 36  |                       |
| 5.  | AZS Toruń         | 22 | 13 | 9  | 1512 | 1396 | 35  |                       |
| 6.  | Sparta Cracovia   | 22 | 11 | 11 | 1356 | 1333 | 33  |                       |
| 7.  | Polonia Varsavia  | 22 | 11 | 11 | 1519 | 1446 | 33  |                       |
| 8.  | Śląsk Breslavia   | 22 | 10 | 12 | 1343 | 1316 | 32  |                       |
| 9.  | ŁKS Łódź          | 22 | 9  | 13 | 1374 | 1410 | 31  |                       |
| 10. | Gwardia Breslavia | 22 | 7  | 15 | 1359 | 1648 | 29  |                       |
| 11. | AZS Poznań        | 22 | 4  | 18 | 1191 | 1518 | 26  | retrocesse in II liga |
| 12. | Olimpia Poznań    | 22 | 0  | 22 | 824  | 1699 | 22  | retrocesse in II liga |

| I liga 1957-1958      |
| --------------------- |
| Lech Poznań 7º titolo |

## Formazione vincitrice
| N° | Naz.               | Ruolo | Sportivo               |  | Alt. |  |
| -- | ------------------ | ----- | ---------------------- |  | ---- |  |
|    | Polonia (bandiera) |       | Zb. Bernard            |  |      |  |
|    | Polonia (bandiera) |       | Henryk Beyer           |  |      |  |
|    | Polonia (bandiera) |       | Zdzisław Blewąska      |  |      |  |
|    | Polonia (bandiera) |       | Jerzy Borowy           |  |      |  |
|    | Polonia (bandiera) |       | Bernard Ciszewski      |  |      |  |
|    | Polonia (bandiera) |       | B. Dembiński           |  |      |  |
|    | Polonia (bandiera) | G     | Mieczysław Fęglerski   |  | 189  |  |
|    | Polonia (bandiera) |       | M. Grenda              |  |      |  |
|    | Polonia (bandiera) |       | Wiktor Haglauer        |  |      |  |
|    | Polonia (bandiera) |       | Aleksander Lewandowski |  |      |  |
|    | Polonia (bandiera) | A     | Jerzy Młynarczyk       |  | 189  |  |
|    | Polonia (bandiera) | A     | Stanisław Olejniczak   |  | 193  |  |
|    | Polonia (bandiera) |       | Włodzimierz Pudelewicz |  |      |  |
|    | Polonia (bandiera) | G     | Dariusz Świerczewski   |  | 182  |  |
|    | Polonia (bandiera) |       | Zdzisław Tomczak       |  |      |  |
|    | Polonia (bandiera) | All.  | Janusz Patrzykont      |  |      |  |